# Consequentia mirabilis
La consequentia mirabilis ("conseguenza ammirevole") è una locuzione latina anche nota come legge di Clavius (o Clavio), utilizzata in logica classica, che fa derivare la validità di un'affermazione dalla constatazione d'incoerenza della sua negazione. È un ragionamento analogo alla reductio ad absurdum, ma non produce la confutazione di una premessa: fa sì che si possa derivare la validità di una premessa dalla sua negazione, se la proposizione è vera.
Afferma che se una proposizione segue addirittura dalla sua negazione, allora è vera, per coerenza. Il principio permette quindi di dimostrare una determinata cosa senza ricorrere a principî diversi dalla coerenza. In geometria compare qualche volta negli Elementi di Euclide. Ne fece largo uso Girolamo Saccheri. 
In formule:
{\displaystyle (\neg A\rightarrow A)\rightarrow A.}
Se dalla negazione di una proposizione A si deduce A, allora A è vera.
Il matematico Gabriele Lolli scrive in proposito:
In conclusione, la consequentia mirabilis può ritenersi un interessante strumento dimostrativo, poiché consente di scartare le proposizioni che sono internamente incoerenti.
Tabella di verità:
| {\displaystyle \neg A} | {\displaystyle A} | {\displaystyle (\neg A\rightarrow A)} | {\displaystyle (\neg A\rightarrow A)\rightarrow A} |
| ---------------------- | ----------------- | ------------------------------------- | -------------------------------------------------- |
| F                      | V                 | V                                     | V                                                  |
| V                      | F                 | F                                     | V                                                  |

Quindi, per qualsiasi valore delle due variabili ({\displaystyle A} e  {\displaystyle (\neg A\rightarrow A)}), la  consequentia mirabilis è vera, e pertanto si tratta di una legge logica universale.

## Esempi
Ad esempio: "Non esiste alcuna verità" ({\displaystyle \neg A}), ma questa affermazione implica che essa stessa sia una verità ({\displaystyle A}), dunque "esiste qualche verità" (quindi {\displaystyle A} è vera).
O addirittura: "Nulla esiste" comporta che esista questa affermazione, per cui "qualcosa esiste".
L'esempio forse più famoso è il "cogito ergo sum" cartesiano: se non esiste nulla, esiste almeno questo pensiero, e dunque il pensante. Anche se si può questionare sulla validità dell'esistenza del pensante, non si può negare l'esistenza del pensiero.
Si deve ricordare Georg Cantor che di fatto utilizzò la consequentia mirabilis insieme con il procedimento diagonale per dimostrare che l'insieme dei numeri reali non è numerabile. Infatti:
- si suppone di aver numerato tutti i numeri reali in un elenco e grazie all'elenco si costruisce un numero reale che non appartiene all'elenco;
- dunque l'elenco non contiene tutti i numeri reali;
- quindi non si possono numerare tutti i numeri reali.